# Katrina Bowden
Katrina Bowden (Wyckoff, 19 settembre 1988) è un'attrice e modella statunitense.

## Biografia
Katrina Bowden è nata il 19 settembre 1988 a Wyckoff, nel New Jersey. Ha frequentato la (ormai scomparsa) Saint Thomas More School a Midland Park, nel New Jersey. Successivamente ha frequentato l'Immaculate Heart Academy a Washington Township, nel New Jersey.

## Carriera

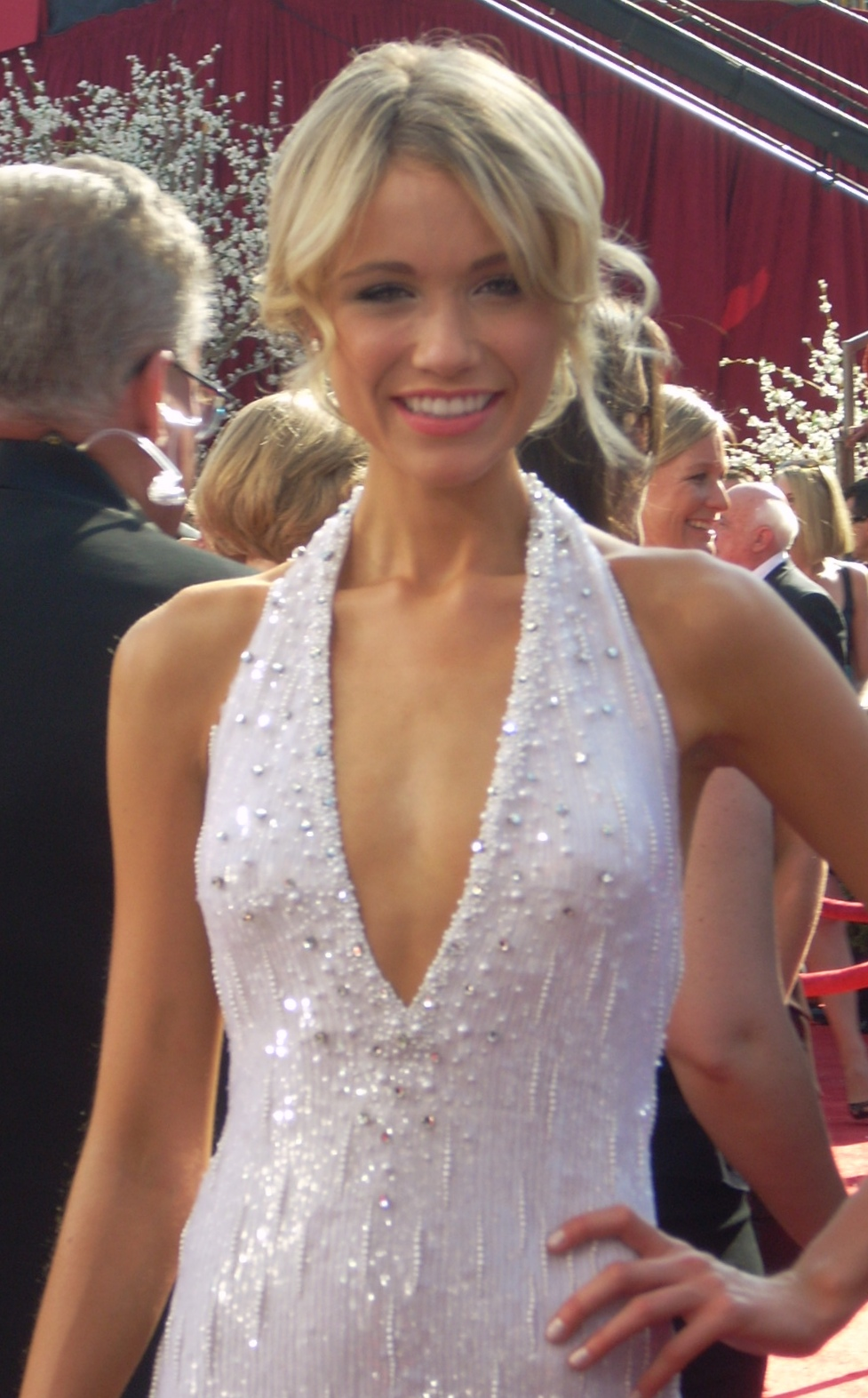
Katrina Bowden il 21 settembre 2008 agli Emmy Award, presso il Teatro Nokia.

Katrina Bowden nel 2006 ha ottenuto il suo primo ruolo da attrice in un arco di due episodi nella soap opera diurna della ABC Una vita da vivere (One Life to Live), nel ruolo di Britney. Da allora ha recitato in serie come Law & Order - Unità vittime speciali (Law & Order: Special Victims Unit) e Ugly Betty. Il suo ruolo decisivo è arrivato quando è stata scelta per interpretare un personaggio ricorrente nella serie televisiva vincitrice dell'Emmy Award 30 Rock, che è stata presentata in anteprima l'11 ottobre 2006 sulla NBC. Ha interpretato l'attraente receptionist Cerie e con il cast ha ricevuto sette Screen Actors Guild Award e una vittoria. Ha firmato come regolare per la seconda stagione dello show, nel 2007 ed è apparsa nella serie fino al suo finale di serie nel gennaio 2013.
È apparsa nei video musicali Dance, Dance dei Fall Out Boy, così come in After Hours di We Are Scientists e Miss Jackson dei Panic! at the Disco. Nel 2008 ha fatto il suo debutto cinematografico nel film commedia della Summit Entertainment Sex Movie in 4D (Sex Drive), uscito nelle sale il 17 ottobre 2008.

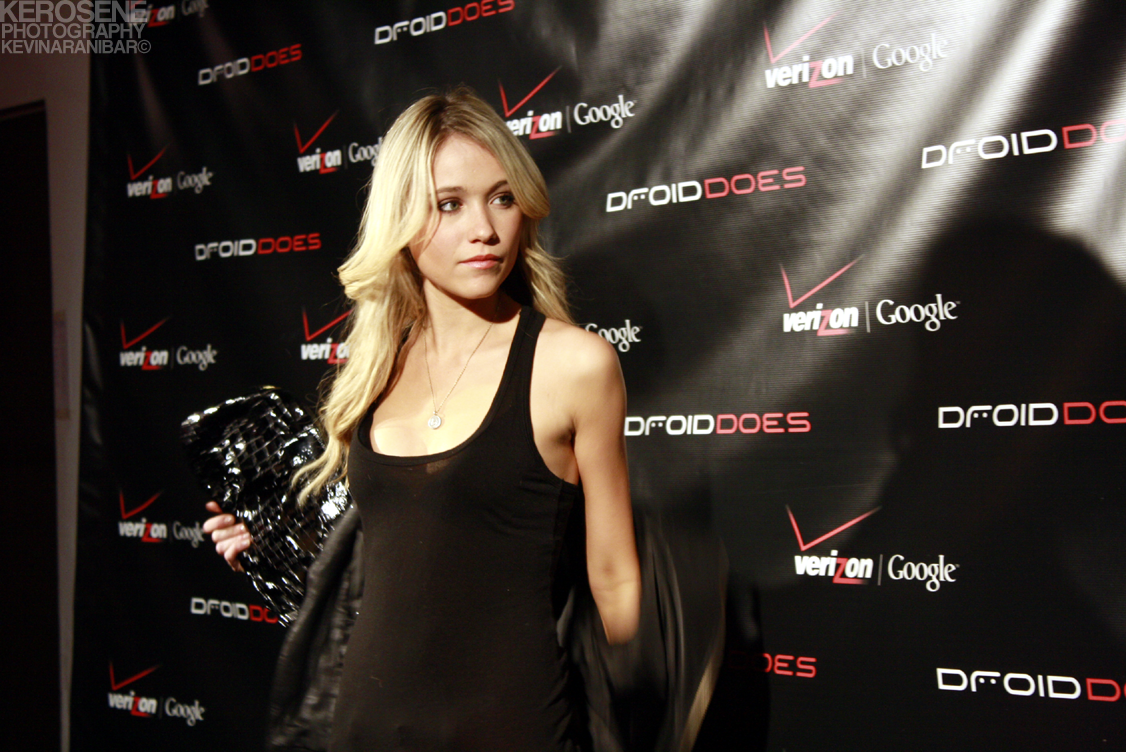
Katrina Bowden nel 2009.

Nel 2009 ha recitato in due progetti a basso bilancio direttamente su DVD The Shortcut e Ratko: The Dictator's Figlio. Nel 2010 ha recitato nell'acclamata commedia horror Tucker & Dale vs Evil nei panni di Allison. Il film ha avuto un'uscita limitata e ha incassato oltre 4749516 $ ed è stato presentato in anteprima al Sundance Film Festival ed ha avuto una valutazione dell'85% su Rotten Tomatoes.
Nell'aprile 2011 è stata votata come la donna più sexy del mondo dalla rivista Esquire. È stata anche il volto della campagna televisiva di Jordache che è stata presentata in anteprima nel settembre 2011. Nell'aprile dello stesso anno, la Universal Pictures ha annunciato che Katrina era stata scelta per il ruolo di Mia, la fidanzata di Chris in L.A. party girl type. Nello stesso anno ha ricoperto il ruolo di Klein in American Pie: Ancora insieme quarta puntata della trilogia di film di American Pie. Il film è uscito il 5 aprile 2012 con recensioni contrastanti ma con successo finanziario. Sempre nel 2012 è apparsa nei film horror Piranha 3DD, che è stato stroncato dalla critica, e Hold Your Breath, che ha ricevuto un'uscita nelle sale limitata prima di essere pubblicato in DVD. Successivamente nel 2013 ha recitato nel film Nurse - L'infermiera (Nurse 3D). Nel 2018 ha interpretato il ruolo principale nel film di Hallmark Channel Love on the Slopes, una parte dell'evento Winterfest del canale.
Dal 2019 al 2021 è stata scelta per interpretare il ruolo di Florence "Flo" Logan nella soap opera Beautiful (The Bold and the Beautiful). Nel 2021 ha recitato nel film horror 47 metri - Great White (Great White), in cui due grandi squali bianchi circondano l'equipaggio di un idrovolante arenato. Nel 2022 ha ricoperto il ruolo di Michelle nel film televisivo The Most Colorful Time of the Year diretto da Max McGuire. L'anno successivo, nel 2023, ha recitato nei film Butterfly Love diretto da Elizabeth Blake-Thomas (nel ruolo di Emma), in Old Dads diretto da Bill Burr e in Dead Wrong diretto da Rick Bieber (nel ruolo di Barbara).

## Vita privata
Katrina Bowden dal 2013 è sposata con il musicista Ben Jorgensen, componente della band Armor for Sleep. La coppia ha divorziato nel 2020.

## Filmografia

### Cinema
- American Splendor, regia di Shari Springer Berman & Robert Pulcini (2003) – non accreditata
- Pick Me, regia di Faisal Saif (2006) – non accreditata
- Sex Movie in 4D (Sex Drive), regia di Sean Anders (2008)
- Ratko: The Dictator's Son, regia di Savage Steve Holland & Kevin Speckmaier (2009)
- The Shortcut, regia di Nicholaus Goossen (2009)
- Tucker & Dale vs Evil, regia di Eli Craig (2010)
- American Pie: Ancora insieme (American Reunion), regia di Jon Hurwitz & Hayden Schlossberg (2012)
- Piranha 3DD, regia di John Gulager (2012)
- Hold Your Breath - Trattieni il respiro (Hold Your Breath), regia di Jared Cohn (2012)
- Comic Movie (Movie 43), regia di Steven Brill, Peter Farrelly, Will Graham, Steve Carr, Griffin Dunne, James Duffy, Jonathan van Tulleken, Elizabeth Banks, Patrik Forsberg, Brett Ratner, Rusty Cundieff e James Gunn (2013) – sequenza Speed dating supereroico
- Scary Movie V, regia di Malcolm D. Lee (2013)
- A True Story. Based on Things That Never Actually Happened. ...And Some That Did., regia di Malcolm Goodwin (2013)
- Nurse - L'infermiera (Nurse 3D), regia di Douglas Aarniokoski (2013)
- Hard Sell, regia di Sean Nalaboff (2016)
- The Last Film Festival, regia di Linda Yellen (2016)
- Monolith, regia di Ivan Silvestrini (2017)
- Killing Diaz, regia di Cameron Fife (2018)
- Fishbowl California, regia di Michael A. MacRae (2018)
- The Divorce Party, regia di Hughes William Thompson (2019)
- Il cacciatore della luna piena (The Orchard), regia di Michael Caissie (2020)
- Definition Please, regia di Sujata Day (2020)
- Nato campione (Born a Champion), regia di Alex Ranarivelo (2021)
- Senior Moment, regia di Giorgio Serafini (2021)
- 47 metri - Great White (Great White), regia di Martin Wilson (2021)
- Butterfly Love, regia di Elizabeth Blake-Thomas (2023)
- Old Dads, regia di Bill Burr (2023)
- Dead Wrong, regia di Rick Bieber (2023)

### Televisione
- Law & Order - Unità vittime speciali (Law & Order: Special Victims Unit) – serie TV, episodio 7x16 (2006)
- Una vita da vivere (One Life to Live) – serie TV, episodio 1x9777 (2006)
- 30 Rock – serie TV, 99 episodi (2006-2010)
- Psych – serie TV, episodio 1x15 (2007)
- Reckless Behavior: Caught on Tape – film TV (2007)
- Ugly Betty – serie TV, episodio 4x14 (2010)
- 30 Rock: Cerie's Vlog – serie TV, episodi: Introducing Cerie's Vlog e Cerie the Mentor (2010)
- Pretend Time – serie TV, episodio 1x03 (2010)
- CollegeHumor Originals – serie TV, episodio 1x125 (2011)
- New Girl – serie TV, episodio 1x19 (2012)
- I Killed My BFF, regia di Seth Jarrett – film TV (2015)
- Public Morals – serie TV, 10 episodi (2015)
- Once Upon A Date, regia di Lee Friedlander – film TV (2017)
- L'uomo che non avrei mai dovuto amare (Framed by My Fiancé), regia di Fred Olen Ray – film TV (2017)
- Hallmark Channel's Winterfest – film TV (2017)
- Monolith, regia di Ivan Silvestrini – film TV (2017)
- Amore ad alta quota (Love on the Slopes), regia di Paul Ziller – film TV (2018)
- Dirty John – serie TV, 1 episodio (2018)
- I Am the Night – serie TV, 1 episodio (2019)
- Beautiful (The Bold and the Beautiful) – soap opera (2019-2021)
- The Most Colorful Time of the Year, regia di Max McGuire – film TV (2022)

### Cortometraggi
- Inconvenient Interviews with Risa, regia di Kristopher Knight (2011)
- Misfortune, regia di Marco Ragozzino (2017)
- Prime, regia di Ben Jorgensen (2019)

### Video musicali
- Dance, Dance dei Fall Out Boy (2004)
- Good Day di Jewel (2006)
- After Hours dei We Are Scientists (2008)
- Miss Jackson dei Panic! at the Disco, regia di Jordan Bahat (2013)

## Doppiatrici italiane
Nelle versioni in italiano dei suoi film e delle sue serie TV, Katrina Bowden è stata doppiata da:
- Francesca Manicone[42] in 30 Rock (stagione 4)[43], in Sex movie in 4D[44], in Monolith[45], in Beautiful[46], in 47 metri - Great White[47], in Nato campione[48]
- Myriam Catania[49] in 30 Rock (stagioni 1-3, 5-7)[43]
- Tania De Domenico[50] in Piranha 3DD[51]
- Valentina Favazza[52] in Nurse - L'infermiera[53]
- Georgia Lepore[54] in American Pie - Ancora insieme[55]

## Riconoscimenti
- Gold Derby Awards
  - 2008: Candidata come Miglior attrice dell'anno per la serie 30 Rock
  - 2009: Candidata come Miglior attrice dell'anno per la serie 30 Rock
- Fangoria Chainsaw Awards
  - 2012: Candidata come Miglior attrice non protagonista per il film Tucker & Dale vs Evil
- Screen Actors Guild Award
  - 2008: Candidata come Miglior interpretazione in una serie comica per la serie 30 Rock
  - 2009: Vincitrice come Miglior interpretazione in una serie comica per la serie 30 Rock
  - 2010: Candidata come Miglior interpretazione in una serie comica per la serie 30 Rock
  - 2011: Candidata come Miglior interpretazione in una serie comica per la serie 30 Rock
  - 2012: Candidata come Miglior interpretazione in una serie comica per la serie 30 Rock
  - 2014: Candidata come Miglior interpretazione in una serie comica per la serie 30 Rock
- Soap Hub Award
  - 2020: Candidata come Star dei social media preferita
  - 2021: Candidata come Attrice preferita per la soap opera Beautiful (The Bold and the Beautiful)